# Питър Ебдън
Питър Ебдън (на английски: Peter Ebdon) е английски професионален играч на снукър. Роден е в Лондон, където живее до навършване на 18 години.
Професионално със снукър Питър Ебдън започва да се занимава през 1991 г. и постепенно се изкачва в световната ранглиста, за да достигне през 1996 г. трето място. Неговото най-голямо постижение е победата му с 18 на 17 фрейма срещу Стивън Хендри на финала на Световното първенство през 2002 г. Преди това, през 1996 г. на финала на световното първенство Питър Ебдън също се изправя срещу Стивън Хендри, но тогава губи с 18 на 12 фрейма.
През последните години начинът му на игра значително се забавя. В четвърт финала на Световното първенство през 2005 г., когато той играе срещу Рони О'Съливан. В средата на този мач Питър Ебдън изостава с 2 на 8 фрейма, след което драстично забавя скоростта на изпълнение на ударите си и успява да победи в мача с 13 на 11 фрейма. Интересен факт за този мач между Ебдън и О'Съливън е, че на Ебдън му отнема 5 минути и 20 секунди да направи брейк от 12 точки, което е точно толкова, колкото през 1997 г. на О'Съливън му отнема за да направи максимален брейк от 147 точки.

## Сезон 2009/10
| Турнир                    | Резутат | Спечелени пари | Ранкинг точки | Най-голям брейк | 100+ брейк | 50+ брейк | Брой спечелени срещи |
| ------------------------- | ------- | -------------- | ------------- | --------------- | ---------- | --------- | -------------------- |
| Шанхай мастърс 2009       |         | £              |               |                 |            |           |                      |
| Гран При 2009             |         | £              |               |                 |            |           |                      |
| Британско първенство 2009 |         | £              |               |                 |            |           |                      |
| Мастърс 2010              |         | £              |               |                 |            |           |                      |
| Първенство на Уелс 2010   |         | £              |               |                 |            |           |                      |
| Първенство на Китай 2010  |         | £              |               |                 |            |           |                      |
| Световно първенство 2010  |         | £              |               |                 |            |           |                      |
| Общо                      |         | £              |               |                 |            |           |                      |